# Orsinome vorkampiana
Orsinome vorkampiana är en spindelart som beskrevs av Embrik Strand 1907. Orsinome vorkampiana ingår i släktet Orsinome och familjen käkspindlar.
Artens utbredningsområde är Madagaskar. Inga underarter finns listade i Catalogue of Life.